# Kasteel van Audisque
Het Kasteel van Audisque (Frans: Château d'Audisque) is een kasteel in de tot het departement Pas-de-Calais behorende plaats Saint-Étienne-au-Mont.
Het kasteel, gelegen in een moderne wijk, is gebouwd in 1747 in opdracht van François de La Fitte, die een militair functionaris was en niet vaak op het kasteeltje verbleef. Feitelijk gaat het om een herenhuis van twee verdiepingen en een zolderverdieping, voorzien van dakkapellen en een dakruiter. Voor het huis bevindt zich een symmetrisch aangelegde tuin.
In 1978 werd het beschermd als monument historique.